# Looking Glass (groupe)
Looking Glass est un groupe américain de pop rock du début des années 1970 qui fait partie du Jersey Shore Sound. Leur titre Brandy (You're a Fine Girl) de 1972 se classe à la première place du Billboard Hot 100 et du Cash Box Top 100, restant en position une semaine entière.

## Histoire
Le groupe est formé en 1969 à l'université Rutgers à New Brunswick au New Jersey. La toute première version du groupe se sépare à la sortie de l'université, mais les deux membres originels Elliot Lurie et Larry Gonsky recrutent deux nouveau membres, créant ainsi le groupe : Elliot Lurie à la guitare et au chant, Jeff Grob à la batterie, Larry Gonsky au piano et au chant et Pieter Sweval à la basse et au chant.
Le groupe se classe à la première place du top de la semaine du 26 août 1972 avec Brandy (You're a Fine Girl), écrit par Elliot Lurie. 
Le guitariste Brendan Harkin rejoint le groupe au début de l'année 1974, et Elliot le quitte pour poursuivre une carrière solo. Il est remplacé par Michael Lee Smith, un chanteur de Géorgie. Plus tard la même année le groupe change de nom pour Fallen Angels. Après que le guitariste Richie Ranno rejoint le groupe en septembre 1974, le claviste Larry Gonsky quitte le groupe puis le groupe change à nouveau de nom pour devenir les Starz.
Pieter Sweval décède le 23 janvier 1990.
En 2003, Elliot Lurie reconstitue le groupe avec de nouveaux musiciens.

## Albums
- 1972 : Looking Glass
- 1973 : Subway Serenade